# カンパイ!!
「カンパイ!!」は、TOKIOの23作目のシングル。2001年8月8日にリリース。

## 解説
ベイ・シティ・ローラーズの代表曲「サタデー・ナイト」のリメイク・カバー。元々はキリン「ラガービール」CMのために商品名を含めた歌詞を付け歌っていた（CM版は、キリン「ラガービール」販促用非売品8センチCD「『カンバイ!!ラガー』いかりや長介アレンジヴァージョン」として配布）。
その後、TOKIOのシングルとして市販されるに伴い楽曲に編曲を加え、応援歌をテーマとした新たな歌詞を付けることで完成した。
そうした経緯から曲中、メンバー5人全員にソロパートがあり、長瀬智也以外の4人によるコーラス合唱もある。メンバーが合唱するのは、シングル表題曲では本作のみ。ジャケットは初回盤仕様と通常盤仕様の2種類。MVも2種類存在する。
タイアップと制作過程の名残りで、PVでは「TOKIOは20歳になってから」という洒落がある。

## 収録曲
1. カンパイ!!
作詞：おちまさと・ビル・マーティン（英語版）、フィル・クールター（英語版）
作曲：阿瀬研一・ビル・マーティン・フィル・クールター
編曲：船山基紀・永見竜生
  - TBS系「ガチンコ!」エンディングテーマ
  - TBS系「ファイトTV24・やればできるさ!」オープニングテーマ
  - TBS系「C・C・C カークラッシュクラブ」エンディングテーマ
  - TOKIO出演 キリン「ラガービール」CMソング

その他のタイアップとして、文化放送の試験電波発射時に使われている。
2. カンパイ!! -ベリーロック・バージョン-
編曲：KAM
  - 表題曲をハードロック風に曲調をアレンジしたもの。「TOKIO LIVE TOUR 2002 5 AHEAD in 日本武道館」ではこちらのバージョンで演奏されている。
3. カンパイ!!（Backing Track）
4. カンパイ!! -ベリーロック・バージョン-（Backing Track）